# Liste litauischer Zeitungen
Dies ist eine (unvollständige) Liste der Zeitungen, die in Litauen auf Litauisch herausgegeben werden.

## Tageszeitungen
- 15 min
- Lietuvos rytas
- Lietuvos žinios
- LT24
- Respublika
- Šiaulių kraštas
- Kauno diena, Kaunas
- Panevėžio rytas, Panevėžys
- Vakarų ekspresas, Klaipėda
- Vakaro žinios
- Verslo žinios, Wirtschaftsblatt
- Vilniaus diena, Vilnius

## E-Presse
- 15min.lt
- lrytas.lt – Onlineversion von Lietuvos rytas
- Bernardinai.lt – katholisch geprägtes Nachrichtenportal
- bns.lt – Baltic News Service
- Omni.lt
- Delfi.lt
- vtv.lt
- lrt.lt
- diena.lt

## Fachzeitschriften
- Notariatas
- Justitia
- Teisės problemos

## Fremdsprachige Zeitungen und Zeitschriften
- Baltische Rundschau, deutsch
- Lithuanian Business Review, englisch
- Memeler Dampfboot, deutsch
- The Baltic Times, englisch

historisch:
- Baltischer Beobachter, deutsch